# Ladro lui, ladra lei
Ladro lui, ladra lei è un film del 1958 diretto da Luigi Zampa.

## Trama
Cencio è un ladruncolo romano di borgata, la cui vita è un continuo alternarsi di abili truffe e soggiorni al carcere di Regina Coeli. È da sempre innamorato di Cesira, sua amica di infanzia: una bella ragazza che suscita l'ammirazione di tutti. Cesira è d'animo gentile e vorrebbe sfuggire alla triste condizione di borgatara. A cambiare la vita di Cesira interviene Raimondi, un commerciante di stoffe, titolare del negozio dove lei lavora come commessa e che si innamora di lei: gli amici lo spingono in tutti i modi a provarci con la ragazza, chiedendogli poi dettagliati resoconti.
Lui si fa prendere la mano e la corteggia fino a che non si becca un ceffone. Dispiaciuto, l'uomo va a casa di Cesira: le chiede scusa, le rivela le sue umili origini e le regala della stoffa. Non pago, la spinge a diventare negoziante di stoffe e le presta il denaro per avviare l'attività. Cencio, appena uscito dal carcere, viene a sapere della cosa e ci resta male perché ama Cesira ed è molto geloso. Per recuperare punti agli occhi della ragazza si offre di aiutarla a vendicarsi di tutti i bellimbusti che l'hanno insidiata, cioè i titolari dei negozi che hanno provato ad approfittare di lei e l'hanno costretta a licenziarsi.
Così si reca dal primo di questi, il commendator Cestelli, e si imbuca alla festa del suo venticinquesimo anniversario di nozze per ricattarlo, riuscendoci. Poi va dal secondo e gli ruba un prezioso orologio; infine è il turno del commendator Maghetti, il cui negozio è però ispezionato dalla polizia tributaria. Approfittando della situazione, Cencio cambia strategia e anziché ricattare il Maghetti decide di truffarlo: si finge funzionario del Ministero delle finanze e millanta di poter accomodare tutto con un concordato, a patto che il commerciante gli paghi dei soldi e dichiari tutto il suo reddito.
Cencio, saputo che Cesira ha venduto a poco prezzo il prezioso orologio rubato al secondo commerciante, decide di andarlo a recuperare e fingendosi un carabiniere se lo fa dare dal gioielliere/ricettatore; dopodiché gli frega tutto il contenuto della cassaforte, con la scusa di voler verificare se si tratti di merce rubata e ricettata. Perdipiù Cencio e i suoi complici portano la vittima in carcere: col ricavato della truffa, Cencio regala a Cesira un viaggio in vagone letto, da sempre un sogno della ragazza. Al ritorno di Cesira, Cencio si mette all'opera per un nuovo colpo: si veste da monsignore e si introduce negli uffici del Vaticano ma, quando si rende conto che la vittima designata è il Raimondi che cercava appoggi per evitare la bancarotta, il colpo salta.
Cesira si sente molto in imbarazzo: va da Raimondi, si scusa per il tentativo di truffa e si offre di aiutarlo, ora che è lui in difficoltà. Tra i due si rinsalda la relazione e, alla fine, Raimondi dichiara a Cesira il suo amore sincero e le chiede di sposarlo. Nel frattempo Cencio viene pizzicato per il colpo alla gioielleria: mentre va al commissariato, benedice il matrimonio di Cesira e nell'interrogatorio solleva la ragazza da ogni responsabilità. Tornato in carcere, viene accolto dagli amici galeotti con grande calore.

## Curiosità
Durante il film sono citati gli stipendi mensili di tre tipi di lavoratori: 70000 lire per un agente della tributaria (pari a 950 euro del 2020), 50000 lire per un impiegato (680 euro 2020), 26000 lire per una commessa (353 euro 2020).